# 彩虹战队
《彩虹战队罗宾》是1966年（昭和41年）4月23日至1967年（昭和42年）3月24日在NET系列全48話放送東映動画製作的科幻动画。

## 介绍
羅賓的父親布魯圖是巴魯達星皇帝派來地球的間諜因为身份被地球人識破而被地球人打傷。受重傷的他遇到羅賓的母親隅子，布魯圖感受到她的愛就背叛巴魯達星。他為了防範未来的侵略，秘密製造了六个机器人，並将兒子羅賓交給它們照顧。後羅賓與六机器人組成彩虹戰隊，最後打敗皇帝救出父母。